# Felszíni lebegőhínárok

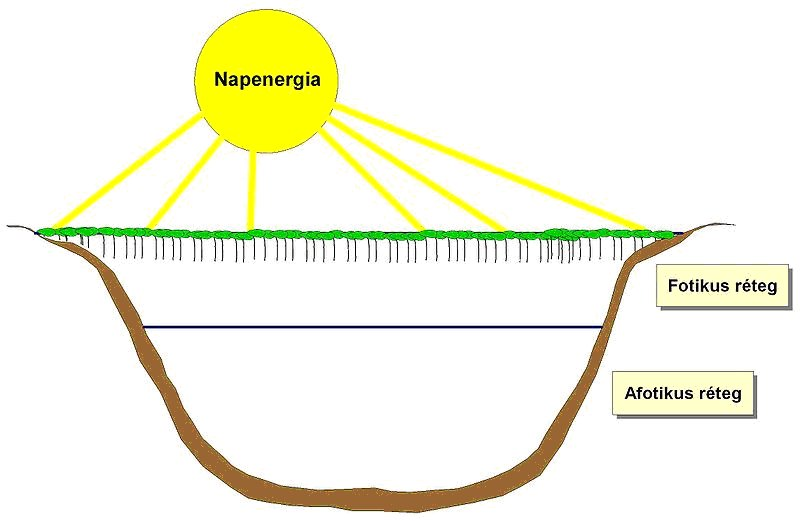

Magyarország vízi növénytársulásainak rendszertani felosztásában a felszíni lebegőhínárok társulásosztályába (Lemnetea de Bolós et Masclans, 1955) többnyire álló- vagy lassan folyó, olykor csak ideiglenes vizek felszínét bevonó, apró, a víz színén kiterülő levelekkel szabadon lebegő vagy a víz színe alatt sallangos levelekkel úszó, nem gyökerező növényekből álló, fajszegény pleuszton (ősszel a víz fenekére süllyedő és ott áttelelő) növények társulásait soroljuk.

## Elterjedésük, élőhelyük
Teljesen vízhez kötött, többé-kevésbé azonális társulások, ezért az egész országban megtalálni őket a kisebb, nyugodt (álló vagy igen lassan folyó, olykor időszakos) vizeken, kiváltképp az árnyékolt felületeken. Az egyes fajoknak vannak éghajlati preferenciái, így a mérsékelt égövön élő békalencsék közül a Lemna nemzetség, különösen pedig a kis békalencse (apró békalencse, Lemna minor) inkább a hűvösebb és hegyvidéki élőhelyeken fordul elő, a Spirodela és a Salvinia nemzetség társulásai inkább Dél-Európában, illetve a síkvidéki, melegebb vizekben terjedtek el. Ezért a társulások nem teljesen azonálisak: a mérsékelt égövben fordulnak elő, és azon belül is megkülönböztethetjük a hűvösebb mérsékelt övben és hegyvidéken élő társulásokat a síksági, melegebb vizeket preferáló asszociációktól.
Magyarországon mindenfelé előfordulnak az álló vagy lassan folyó édesvizekben, kivéve az erősen szennyezett, a nagyon savanyú és az erősen alkalikus (szikes) vizeket; ezekben vagy nincs lebegő hínár, vagy más közösségek fordulnak elő.

## Életmódjuk
Főleg eutróf és disztróf vizekben élnek, a kevés tápanyagot tartalmazó, savanyú vizeket kerülik. Sem a hullámzást, sem az erősebb áramlást nem tűrik jól, ezért minél védettebb vízfelületen nőnek, annál zártabbak állományaik. A leginkább a kisebb, nádasokkal védett vízfelületeket, öblöket, holtágakat kedvelik. Az árnyékolást jól viselik, ezért előfordulhatnak nádasok tisztásain, zsombékosok közti semlyékek víztükrein, valamint a lápcserjések és láperdők vizes fázisainak aljnövényzeteként is. Emellett gyakran társulnak, váltakoznak nádasokkal, magassásosokkal, gyökerező hínárokkal.
Egyik víztükörről a másikra főleg a vándormadarak közreműködésével terjednek, de csak rövidebb távokon, mert a növény a levegőben gyorsan kiszárad és elpusztul.

## Szerkezetük, fajkészletük
Szerkezetük többnyire igen egyszerű: planofita (a víz felszínén vagy közvetlenül alatta, szabadon lebegő vagy úszó) szervezetek 1-2 szintű közösségei. A kicsiny, a víz színén szabadon lebegő pleuszton növények uralkodóan a lemnoid növekedési típusba sorolhatók. Ezek mellett társulásalkotók lehetnek még a szintén kicsiny, de alámerülten lebegő riccielloid típusú szervezetek is. Az osztályban ezeknél jóval ritkábban hydrocharoid, illetve ceratophylloid típusú társulások is előfordulnak.
A társulások rendszerint csak 2-3 fajból állnak. Az osztály domináns faja az apró békalencse (Lemna minor), amely más társuláscsoportokba (nádasok, magassásosok, láperdők) is áthúzódik.

## Dinamika
A társulások dinamikáját jórészt a fajok áttelelési és szaporodási stratégiái határozzák meg. A felszínen úszó pleuszton növényzet télen az aljzatra süllyed le, hogy átvészelje a fagyokat. A lebegő hínarakra jellemző, hogy vegetatív módon szaporodnak, így gyakran nagy vízfelületeket beborító telepekben láthatók. Gyakorta alkotnak mozaikot más vízhez kötődő növényzettel, mint nádasokkal zsombékosokkal, gyökerező hínarasokkal, de lápcserjésekkel, láperdőkkel is. A lebegő hínár előfordulása és összetétele gyakran csak időleges, mivel a szél és vízmozgások, valamint a vízkémiai és trofikus állapot változása átalakulását vagy megszűnését eredményezheti.

## Elterjedés
A nagyon szennyezett, erősen savanyú vagy szikes élőhelyek kivételével az egész ország területén előfordul lassú folyású vizeinkben.

## Veszélyeztető tényezők
A lebegő hínártársulások létét három fő tényező fenyegeti: a vízelvezetés, mely a talajvíz csökkentésével más társulások növényzetére és a mezőgazdasági termelésre is hátrányosan hat, a klimatikus szárazodás, melynek következtében a vízfolyások és tavak jó része időszakossá vált és a vízszennyezés, melyet a hínártársulások kiválóan indikálnak.
Mindezek mellett a legújabb veszélyt az idegenhonos inváziós növények jelentik, melyek megbonthatják és akár meg is semmisíthetik az őshonos hínárközösségeket. A veszélyes fajok többsége meleg vízhez kötődik, ám "elszabadulásuk" bármikor bekövetkezhet.

## Védelem
A természetes vízfelületeinkre általánosan megfogalmazható irányelv mérvadó a lebegő hínár védelme esetén is. Eszerint a korábbi, vízelvezetésen alapuló gazdálkodást alapjaiban szükséges megváltoztatni és a víz visszatartására, tárolására kell törekedni. Az inváziós növények elleni védelem igen nehézkes, mivel a mechanikai beavatkozások csak időleges megoldást tudnak nyújtani, míg a kémiai kontroll gyakran nagyobb kárt tesz az életközösségben, mint maga a "betolakodó".

## Magyarországon előforduló társulásaik
Az osztálynak Magyarországon három rendje fordul elő, amiken belül csoportokat és társulásokat (asszociációkat) különböztetünk meg:
- békalencsés úszóhínárok rendje (Lemnetalia minoris de Bolós et Masclans, 1955):
  - májmohás békalencsehínárok csoportja (Riccio-Lemnion trisulcae R. Tx & Schwabe-Braun, 1974) három hazai társulással:
    - keresztes békalencsés (Lemnetum trisulcae Knapp et Stoffers 1962),
    - riccsiahínáros (Riccietum fluitantis Slavnić 1956),
    - májmohahínáros (Ricciocarpetum natantis (Segal 1963) R. Tx. 1974).

- - törpe békalencsehínárok csoportja (Lemnion minoris de Bolós et Masclans 1955 em. Borhidi 2001) négy hazai társulással:
    - apró békalencsés (Lemnetum minoris Soó 1927),
    - kisbékalencse-hínáros (Lemno minoris-Spirodeletum W. Koch 1954),
    - púpos békalencsés (Lemnetum gibbae Miyav. & J. Tx. 1960),
    - vízidarahínáros (Wolffietum arrhizae Miyav. & J. Tx. 1960).

- - vízipáfrányos békalencsehínárok csoportja (Lemno minoris-Salvinion natantis Slavnić 1956) két hazai társulással:
    - riccsia-vízipáfrányhínáros (Riccio–Salvinietum natantis Borhidi & al. 2001),
    - vízipáfrányos (Salvinio-Spirodeletum Slavnić 1956).

- nagyrencehínárok rendje (Lemno-Utricularietalia Passarge 1978):
  - rencehínárok csoportja (Utricularion vulgaris Passarge 1964) három hazai társulással:
    - aldrovandás (Spirodelo-Aldrovandetum Borhidi & Komlódi 1959),
    - rence-békalencsehínáros (Lemno-Utricularietum vulgaris Soó 1928)
    - rence-békatutajhínáros (Hydrochari-Utricularietum vulgaris Borhidi & al. 1998)

- békatutajhínárok rendje (Hydrocharetalia Rübel, 1933)
  - úszó békatutajhínárok csoportja (Hydrocharition Rübel, 1933) két hazai társulással:
    - békatutajhínáros (Hydrocharitetum morsus-ranae van Langendonck, 1935),
    - kolokános (Stratiotetum aloidis Nowinski 1930).

- - tócsagazhínárok csoportja (Ceratophyllion Den Hartog & Segal, 1964) három hazai társulással:
    - érdestócsagaz-hínáros (Ceratophylletum demersi Hild ,1956),
    - simatócsagaz-hínáros (Ceratophylletum submersi Den Hartog & Segal, 1964),
    - fénycsillárka–simatócsagaz-hínáros (Nitello-Ceratophylletum submersi Borhidi & al. 2001).